# Pedro Sainz de Baranda y San Juan de Santa Cruz
Pedro Sainz de Baranda y San Juan de Santa Cruz (Madrid, 21 de agosto de 1797 - ibid., 27 de agosto de 1853) fue un eclesiástico e historiador español. 

## Biografía
Estudió Humanidades y Latinidad en el Colegio de los Padres Escolapios de San Antonio Abad; Filosofía, Retórica, Griego y Hebreo en los Reales Estudios de San Isidro; y Derecho en la Universidad de Alcalá de Henares, de la que en 1820 salió doctorado in utroque iure.  Ordenado sacerdote, ofició como párroco de la iglesia de la Santa Cruz.
En 1826 presentó ante la Real Academia de la Historia, en aquella época bajo la dirección de Martín Fernández de Navarrete, sus correcciones al Diccionario geográfico-estadístico de España y Portugal de Sebastián de Miñano, lo que le valió ser admitido en la institución, en la que en los años siguientes se mostró muy activo: fue bibliotecario y archivero de la Academia, perteneció a la sección de estudios orientales relativos a España y a la comisión de trabajos arábigos y de historiadores de Indias, preparó para la prensa los tomos XI al XXII del Viaje literario de Jaime Villanueva, y colaboró con Miguel Salvá en varios volúmenes de la Colección de documentos inéditos para la historia de España, destacando entre ellos la edición de la crónica de Enrique IV y la del Cronicón de Valladolid. 
Fue también bibliotecario de la Universidad de Madrid, académico correspondiente de la Academia de Ciencias de Viena y de la Academia de Buenas Letras de Barcelona, y recibió la Gran Cruz de Carlos III.
Tras el fallecimiento de José de la Canal, la Academia le encargó la continuación de la España sagrada, de la que redactó los tomos XLVII y XLVIII, pero antes de poder publicar el siguiente falleció a los 56 años de edad como consecuencia de una apoplejía. 
Fue sepultado en la iglesia de San Justo de Madrid.